# Lotje van der Bie
Lotje van der Bie (24 februari 1986) is een Nederlands fotografe, filmmaakster en actrice.

## Filmografie
- Oppassen!!! - Willemijn de Hert - (2000 - 2003)
- Bergen Binnen - Willemijn de Hert - (1 aflevering 2003)
- Onderweg naar morgen - Renate - (2005)